# Fender Bassman
Der Fender Bassman ist ein Gitarrenverstärker-Modell, das von 1951 bis 1985 vom US-amerikanischen Musikinstrumentenhersteller Fender gebaut wurde. Der Bassman ist ein elektrisch betriebener Musikverstärker in Röhrenbauweise, der von Fender ursprünglich für die Verstärkung von E-Bässen konzipiert worden war. Im Laufe seiner Geschichte wurde der Bassman von Musikern jedoch häufiger für die Verstärkung von E-Gitarren eingesetzt. Seit einigen Jahren gibt es in der Produktpalette von Fender Bassverstärker in Transistorbauweise, die unter der Modellbezeichnung Bassman geführt werden. Technisch haben diese jedoch nichts mit den von 1951 bis 1985 hergestellten Bassman-Modellen gemeinsam.

## Geschichte

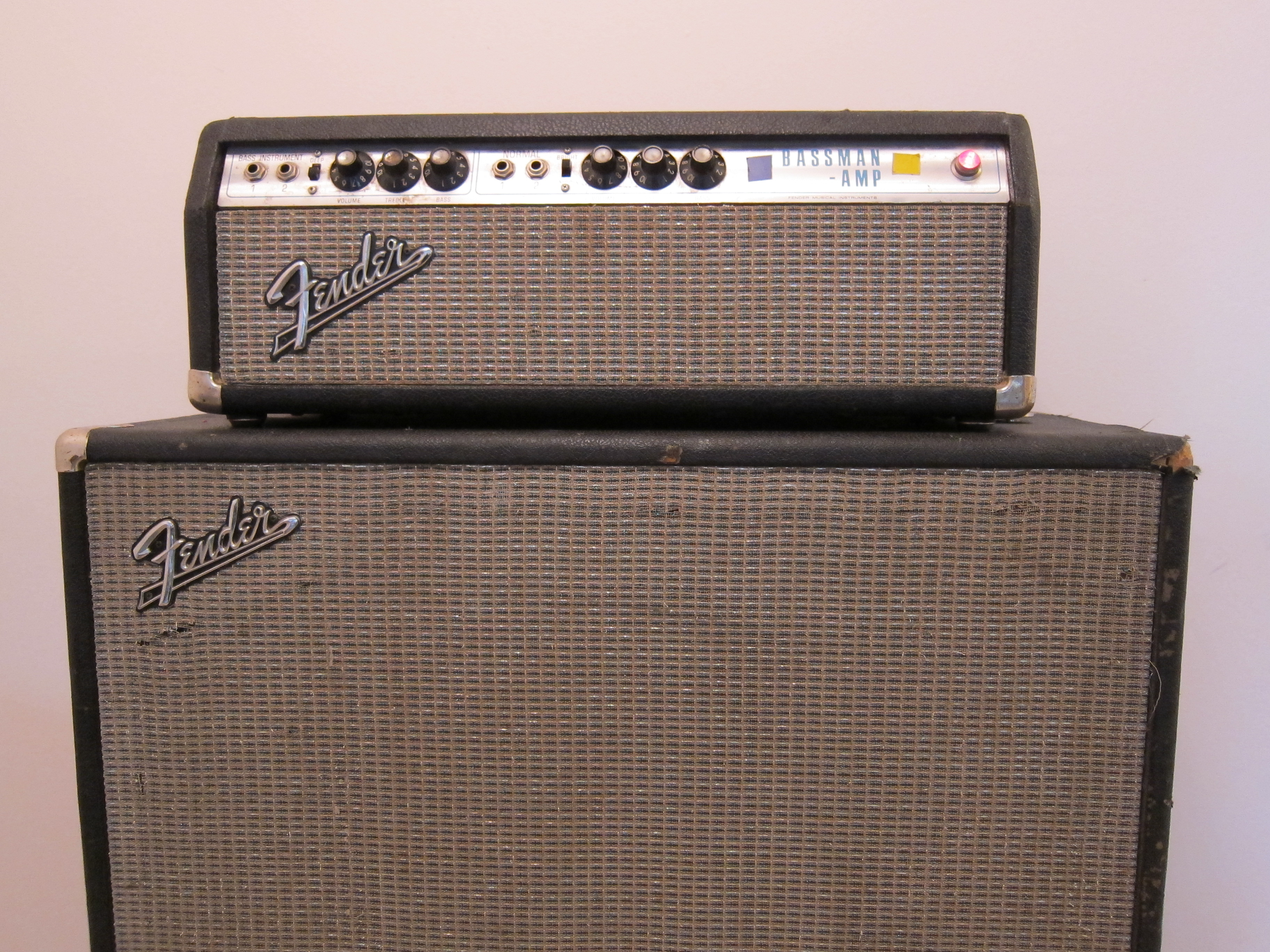
Ein Fender Bassman-Verstärker vom Typ AB165 auf einer 2x15" Lautsprecherbox

Der erste Bassman erschien 1951/52 annähernd gleichzeitig mit Fenders erstem E-Bass-Modell, dem Fender Precision Bass. 1955 wurde der Verstärker neu konzipiert.
Eines der frühen Bassman-Modelle trug den Beinamen „Four Hole“, so benannt nach den vier im Quadrat angeordneten runden Schalllöchern der Lautsprecher mit einem Durchmesser von jeweils 10 Zoll. Das Bassman-Modell aus dem Jahr 1959 wurde in den Jahren 1982 bis 1989 unter dem Namen ’59 Bassman (Vintage Re-issue) neu aufgelegt und ist bis heute Bestandteil der Produktionslinie der Firma Fender. In den frühen Jahren der Gitarrenverstärker wurde eine verzerrungsarme Wiedergabe der Saitenschwingung in möglichst hohen Lautstärken angestrebt. Später wurden Verstärker von den Musikern vermehrt als Teil des Instruments selbst betrachtet. Denn mit der technisch imperfekten elektrischen Verstärkung wurden neue Klänge erzeugt. So reichern etwa die Verzerrungen, insbesondere durch Übersteuerung das Signal mit zusätzlichen Obertönen an. Die Übersteuerung führt auch zu einer Kompression, und die wiederum zu einer subjektiv weit längeren Ausklingdauer des Tons. Damit wurden dem Format der Gitarre Ausdrucksmittel eröffnet, die vordem Streichern oder Blasinstrumenten vorbehalten waren. Der Klang wird vom Musiker durch das Ausloten und Überschreiten der technischen Grenzen nach eigenem ästhetischen Empfinden geformt. Der Bassman trug, wie andere frühe Versuche einer kompakt transportierbaren Lautsprecherverstärkung Mittels der konstruktiven Kompromisse einen erheblichen Anteil zu dieser Entwicklung bei.
Die Schaltung des 1959er Bassman (Modell 5F6A) diente als Vorlage für den ersten Verstärker der Firma Marshall, den JTM 45.

## Technik
Damals wie heute wird der Bassman mit Elektronenröhren betrieben, abgesehen von dem 1969 gescheiterten Versuch der Firma Fender Musical Instruments, alle Verstärker mit den damals aufkommenden Transistoren auszurüsten. Bis zum Jahr 1961 war der Verstärker als Combo-Verstärker konstruiert, wurde aber später wegen der Transportprobleme aufgeteilt in Verstärkereinheit und Lautsprecherbox (piggy-back, deutsch: „Huckepack“). Der ‘59 Bassman Re-issue wies wieder die Form auf, die das erfolgreichste Modell aus dem Jahre 1959 mit der Schaltungsbezeichnung 5F6A besessen hatte. In den frühen Versionen war der Verstärker mit einem Lautsprecher mit 15 Zoll Durchmesser ausgestattet, später mit vier Lautsprechern mit jeweils 10 Zoll Durchmesser.

## Verwendung
Die seinerzeit neue elektrische Bassgitarre überforderte die verwendeten Lautsprecherchassis vor allem durch die offene Konstruktion des Gehäuses. Störgeräusche („Schnarren“) führten zur Ablehnung unter den Bassisten. Erst mit der weiteren Verbreitung des Thiele/Small-Modells für den dynamischen Lautsprecher wurden die technischen Grundlagen hinreichend verstanden, um die geforderte akustische Leistung im anvisierten tiefen Tonbereich tatsächlich bereitstellen zu können. Ab 1977 kam ein Modell des Bassman auf den Markt, das über 100 Watt Ausgangsleistung verfügte, jedoch ohne an der offenen Bauweise Änderungen vorzunehmen. Der Fender Bassman wurde und wird weit häufiger von Gitarristen als von Bassisten eingesetzt.

## Berühmte Musiker
Zu den bekanntesten Musikern, die den Fender Bassman benutzten, gehörten neben vielen anderen Buddy Holly, Buddy Guy, George Harrison, Stevie Ray Vaughan und Brian Setzer. Außerdem ist der Verstärker wegen seiner höhenlastigen Eigenschaften beim Verzerren sehr beliebt bei Noise-Bands wie Shellac (die Band von Steve Albini) und bei anderen Künstlern dieser Musikrichtung.